# Adelaida Avagyan
Adelaida Avagyan (in armeno Ադելաիդա Հովսեփի Ավագյան?; Erevan, 6 aprile 1924 – Williamsburg, 12 maggio 2000) è stata un'igienista, ricercatrice e leader nel settore sanitario armena Dal 1969 al 1994 è stata a capo del laboratorio di Nutrizione e Igiene  presso l'Instituto di Nutrition Science and Professional Disvention Prevention a Erevan in Armenia. È autrice di oltre 100 articoli di ricerca su riviste dell'URSS.

## Primi anni di vita
Adelaida Avagyan nacque a Erevan, in Armenia, da Hovsep Avagyan, specialista in agricoltura e sua moglie Marianush Vasilyan, insegnante di lingue. Adelaida era la più grande di quattro fratelli, Desdemona, Robert ed Esfira. Durante l'infanzia in via Chaikovshi, Adelaida fu spesso coinvolta nelle cure quotidiane e rappresentò un modello per i suoi fratelli più piccoli. Sua madre, altamente istruita, prestò molta attenzione alla sua buona educazione e incoraggiò l'apprendimento di più lingue e delle scienze. Suo padre pensava che ad ogni bambino dovesse essere data l'opportunità di uno sviluppo illimitato dei suoi talenti. In particolare, la famiglia Avagyan credeva nel fornire la migliore istruzione ai propri figli. Durante la loro infanzia, a tutti e quattro i bambini le venne insegnato a suonare strumenti musicali e presero lezioni di letteratura. Adelaida, suonò il pianoforte per 7 anni, dall'età di 6 anni.

## Età adulta
Adelaida si diplomò come valedictorian al liceo di Khachatur Abovian nel 1941. Entrò quindi nell'Istituto medico statale di Erevan. Nel 1946, si laureò con lode e conseguì il titolo professionale di dottore in medicina dopodiché decise di proseguire nella ricerca medica. In particolare, si addoperò per migliorare gli standard di cura e della pratica dell'igiene in Armenia negli anni '40 e migliorare la salute pubblica e il benessere generale. Entrò a far parte dell'Istituto di igiene nutrizionale di Mosca nell'URSS, dopodiché si trasferì in questa città. Nel 1956, sostenne la tesi di dottorato di ricerca (kandidatsakaia disertatcia) e divenne tra i primi medici dell'Armenia ad avere una formazione post-dottorato a Mosca. Venne scelta per viaggiare in Indonesia come ambasciatrice, con il compito di riorganizzare il sistema sanitario. Adelaida rifiutò l'offerta, scegliendo di operare in Armenia, dove diventò direttrice del Laboratorio di igiene della nutrizione di Erevan.
Nel corso della sua carriera nella ricerca medica, studiò il selenio e la vitamina A come sostanze protettive, l'avvelenamento e le sostanze chimiche nocive nel suolo, l'effetto del cloroprene, le sostanze responsabili all'inquinamento atmosferico pubblicando oltre 100 di articoli di ricerca su varie riviste internazionali. Rilasciò diverse interviste nei programmi radiofonici e televisivi pubblici sulla malnutrizione e sulla prevenzione del botulismo.

## Vita familiare
Nel 1962 Adelaida sposò Artavazd Dzvakerian, un ingegnere civile. Ebbero una figlia, Anna nel 1963 e diventò nonna di tre nipoti, Asya, Harut e Adelaida (che prese il suo nome). Nel 1998, Adelaida seguì la figlia e la sua famiglia negli Stati Uniti. Nel 2000, le venne diagnosticato un cancro, morì qualche mese dopo. Adelaida è sepolta nel Williamsburg Memorial Park a Williamsburg in Virginia, negli Stati Uniti.

## Pubblicazioni
- Metodi nutrizionali per determinare l'attività vitale dei microrganismi nella carne in scatola mediante reazioni fermentate (1959), Mosca
- Valutazione igienica del trattamento termico dei prodotti a base di carne mediante il test della fosfatasi (1965)
- Metodo sierologico fluorescente per la diagnosi di intossicazione alimentare provocato dal cl. botulinica (1968)
- 2,3,5-trphenyltetrasolium chloride (TTC) come indicatore per la valutazione igienica di carne e pesce crudi, semilavorati e pronti da mangiare (1968)
- Valutazione sanitario-batteriologica di prodotti a base di carne e pesce crudi, semilavorati e pronti da mangiare, effettuata mediante test di resazurina (1969)
- Esprimono i metodi di valutazione sanitaria-batteriologica dei metodi alimentari-rapidi nella diagnosi del botulismo (1970)
- Determinazione della contaminazione batterica secondaria dei prodotti a base di carne mediante test per la presenza di fosfatasi acida (1972)